# Mahza
Mahza (arabsky محضة‎ ) je město a vilájet v Sultanátu Omán v guvernorátu al-Burajmí. Při sčítání lidu v roce 2003 mělo 9 002 obyvatel. Ve vilájetu leží 99 vesnic. Pohoří na východě jej dělí od al-Bátiny.
V Mahzá se narodilo několik osobností, které hráli významnou roli v ománských dějinách. Nejznámějším byl Ahmed bin Nu'man al-Ka'abi – první arabský velvyslanec ve Spojených státech amerických v roce 1840. Mezi hlavní historické památky se řadí pevnosti Bajt an-Nad, Kalat Šarm a Ubul. Turisticky atraktivními místy jsou také vádí, například Vádí al-Kahafi, Vádí al-Chazra a Ujul, a nedaleká hora Džabal al-Hourá. Místní se živí předením, tkaním a výrobou palmových produktů.